# John Cooper (chanteur)

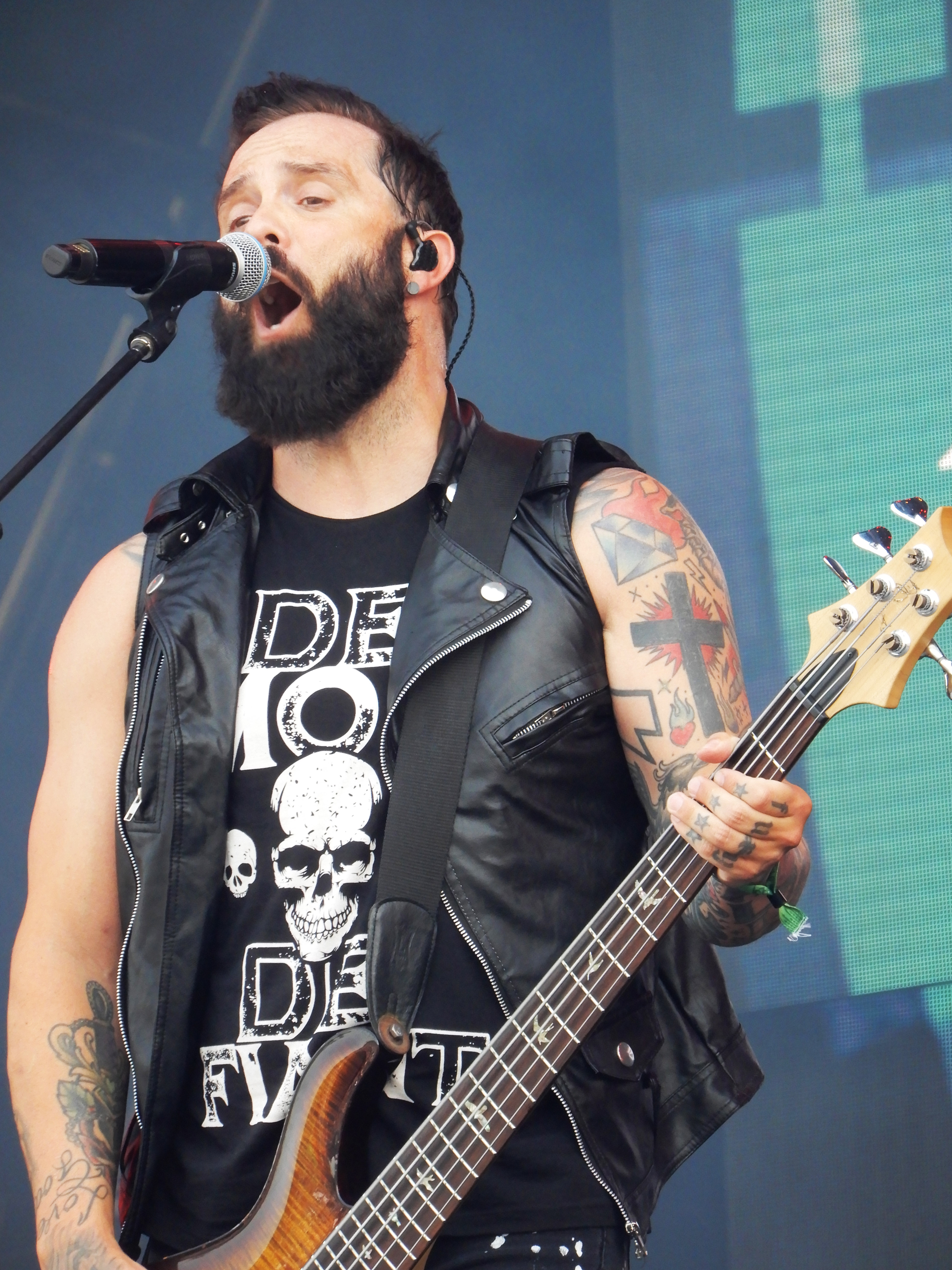
John Cooper au Hellfest 2022

John Landrum Cooper, connu professionnellement sous le nom de John L. Cooper, né en 1975, est un chanteur et musicien américain. Il est le chanteur et bassiste de Skillet depuis 1996. John Cooper est également le chanteur du groupe Fight The Fury depuis 2018. Ce groupe constitue son projet parallèle en plus de Skillet.

## Carrière

### Skillet
John est le chanteur qui forma Skillet en 1996 avec Kenny Steorts. John était alors à l'époque le chanteur du groupe de Tennessee Seraph et Ken était le guitariste du groupe Urgent Cry. Les deux groupes se séparent peu après, encourageant ainsi John et Ken à former leur propre groupe. Venant de différents styles de musique rock, ils ont décidé de nommer leur groupe Skillet, c'est-à-dire poêle en anglais. Peu après, Trey McClurkin rejoint le groupe en tant que batteur temporaire. Seulement un mois plus tard, ils reçoivent l'intérêt de grands labels tels que Christian ForeFront avec qui ils signent peu après. Ken Steorts quitte le groupe en 1999 et Trey McClurkin en 2000, laissant John en tant que seul membre fondateur du groupe et auteur-compositeur principal.

### Autres compilations
John a chanté pour !Hero: The Rock Opera (Hero: L'opéra Rock). Selon une revue, il n'a pas tourné avec l'opéra rock et a seulement fourni des chansons pour la Kai Rabbin sur la bande sonore, étant donc uniquement chanteur. .
Il est également une des vedettes de Tobymac s 'Tonight, dont il chante la chanson titre.

## Vie personnelle
John Cooper est marié à Korey Cooper, claviériste et guitariste de Skillet. Ils ont deux enfants: Alexandrie (née en 2002), et Xavier (né en 2005).
Cooper est un grand fan de Dr Pepper, et peut souvent être vu en boire dans les nombreux podcasts de Skillet.
Cela s'est produit si souvent que le guitariste de Skillet, Ben Kasica parlait de lui comme un fin connaisseur de la soude professionnelle dans un podcast.